# The Shape You’re In
The Shape You’re In ist ein Rocksong, der von Eric Clapton geschrieben und 1983 auf Money and Cigarettes veröffentlicht wurde.
Das Intro des Stückes startet Clapton mit einem Riff in E- und A-Dur auf E-Gitarre und Westerngitarre. Zwischendurch spielt er einige Gitarrenpassagen in E-Dur. Der Refrain wechselt zwischen E-Dur, G-Dur, A-Dur und D-Dur. In der Mitte des Stückes wechseln sich Clapton und Albert Lee mit einigen kurzen Gitarrensoli ab.
Die Singleauskopplung erreichte 1983 Platz 75 der britischen Hitparade. In Irland positionierte sich die Single auf Platz 30 und blieb eine Woche in den Charts.
Ebenfalls erschien das Lied auf dem Kompilationsalbum Crossroads.